# Réseau de chaleur de Reims
Très longtemps après celui des romains de Durocortorum, le réseau de chaleur de Reims a débuté en 1972, lors de la création du quartier Croix-Rouge. Il alimente aujourd’hui près de 17 000 logements.

## Historique

### Du temps des Romains
Le chauffage se fait par hypocauste. La vapeur d’eau chaude circule entre des colonnes de briques (les pilettes) qui supportent les dalles du sol des maisons et dans les murs.

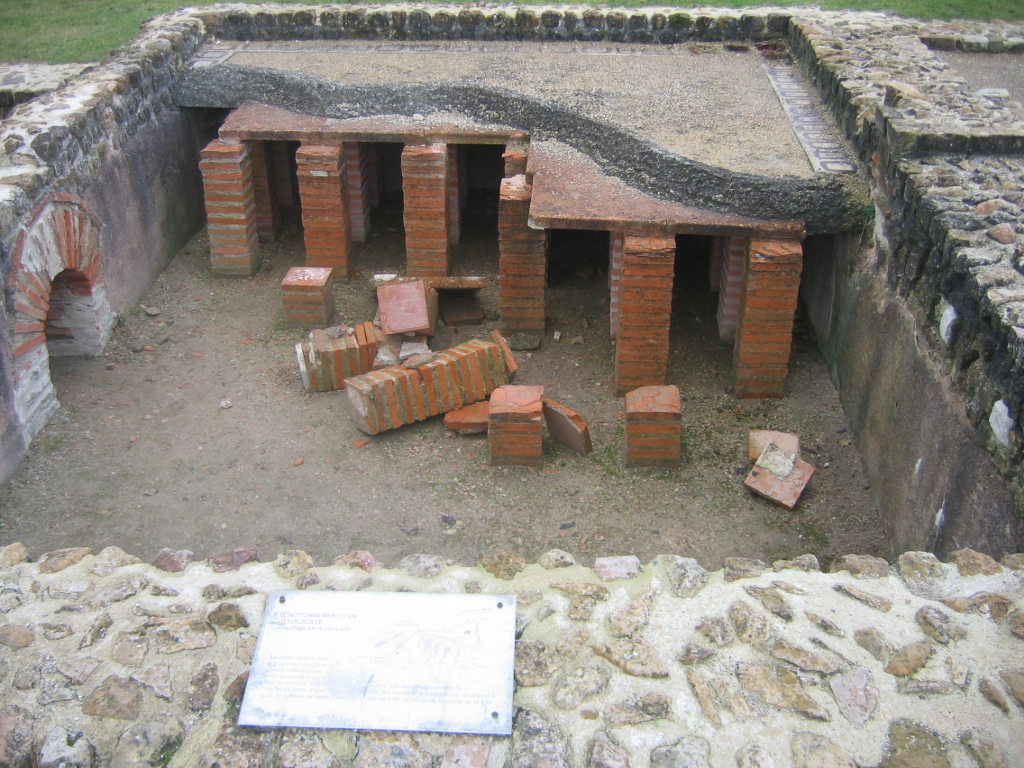

### Création
La création du réseau de chaleur de Reims a débuté en 1972 lors de la création du quartier Croix-Rouge.

### Développements successifs
En 1998, la création d’un lien réseau entre l’usine d’incinération des ordures ménagères de Reims  et la Chaufferie urbaine du quartier Croix-Rouge a permis d’étendre le réseau de chaleur et de relier 6000 logements supplémentaires et de le porter ainsi à 8 000 logements.
En 2012, la mise en service d'une chaufferie au bois, au sein de la Chaufferie urbaine du quartier Croix-Rouge, a permis en augmentant la ressource en néergie, d’étendre le réseau de chaleur et de relier 9000 logements supplémentaires et le porter ainsi à 17 000 logements.

### Le réseau de chaleur autour de la verrerie OI
La verrerie O-I Glass a installé un récupérateur de chaleur en lien avec Dalkia filiale du Groupe EDF.
Un réseau de chaleur de 3,3 km a été construit en ?? et alimentera ultérieurement le Musée Saint-Remi de Reims.

## Perspectives

### Schéma directeur
La communauté urbaine du Grand Reims a réalisé un schéma directeur de réseau de chaleur entre 2017 et 2018.
Il a été adopté en 2019.
Il avait mis en évidence un potentiel d’un réseau autour du quartier Europe.

### Extension du réseau vers Châtillons

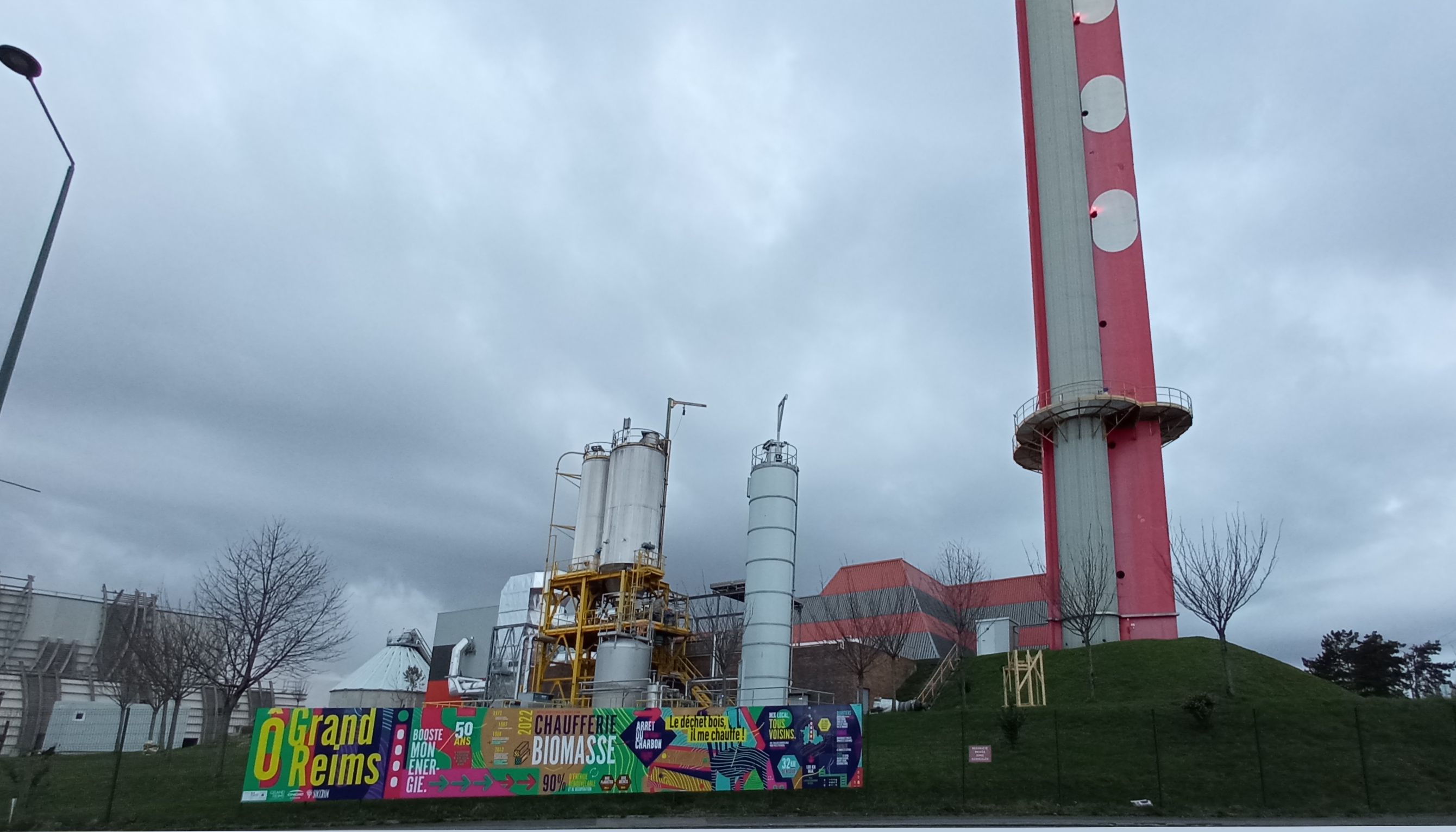
Vu depuis le rond-point.

Une nouvelle chaufferie biomasse est en cours de construction, au sein de la Chaufferie urbaine du quartier Croix-Rouge, pour une mise en service fin 2022.
Elle permettra d’étendre le réseau de chaleur au quartier Châtillons, et de relier 3000 logements supplémentaires et le porter ainsi à 20 000 logements sur les 105 000 logements que compte la commune de Reims.

## Caractéristiques techniques du réseau

### Longueur du réseau
Le réseau de chaleur a, actuellement, une longueur totale de 16 km et fournit de la chaleur à environ 17 000 équivalents logements.
Il alimente notamment :
- Les quartiers Croix Rouge, Croix du Sud, Pays de France et Val de Murigny,
- La Faculté de Droits et Lettres,
- Le CHU de Reims – Maison Blanche, Robert Debré, Résidence Roux,
- Les écoles, collèges et lycées de Croix Rouge et Val de Murigny[7],

### Caractéristiques du réseau
- Réseau primaire : partie du réseau entre la centrale et la station d'échange.
- Station d'échange : ?
- Sous-station :

### Sous-station
Le réseau actuel comprend 59 points de livraison, chiffre qui devrait être porté à 77 à la fin des travaux d'extension vers le quartier des Châtillons.